# Otto Abensperg-Traun
Otto Ehrenreich III. Maria hrabě z Abensperg-Traunu (německy Otto Ehrenreich III. Maria Graf von Abensperg und Traun; 23. září 1848 Bisamberg, Dolní Rakousy – 12. února 1899 Opatija) byl rakouský šlechtic, politik a dvořan. Dlouhodobě se angažoval v politice v Dolních Rakousích, kde vlastnil statky, byl též dědičným členem Panské sněmovny. V letech 1896–1899 byl nejvyšším hofmistrem následníka trůnu Františka Ferdinanda. Jeho zetěm byl rakouský předseda vlády Heinrich Clam-Martinic.

## Životopis

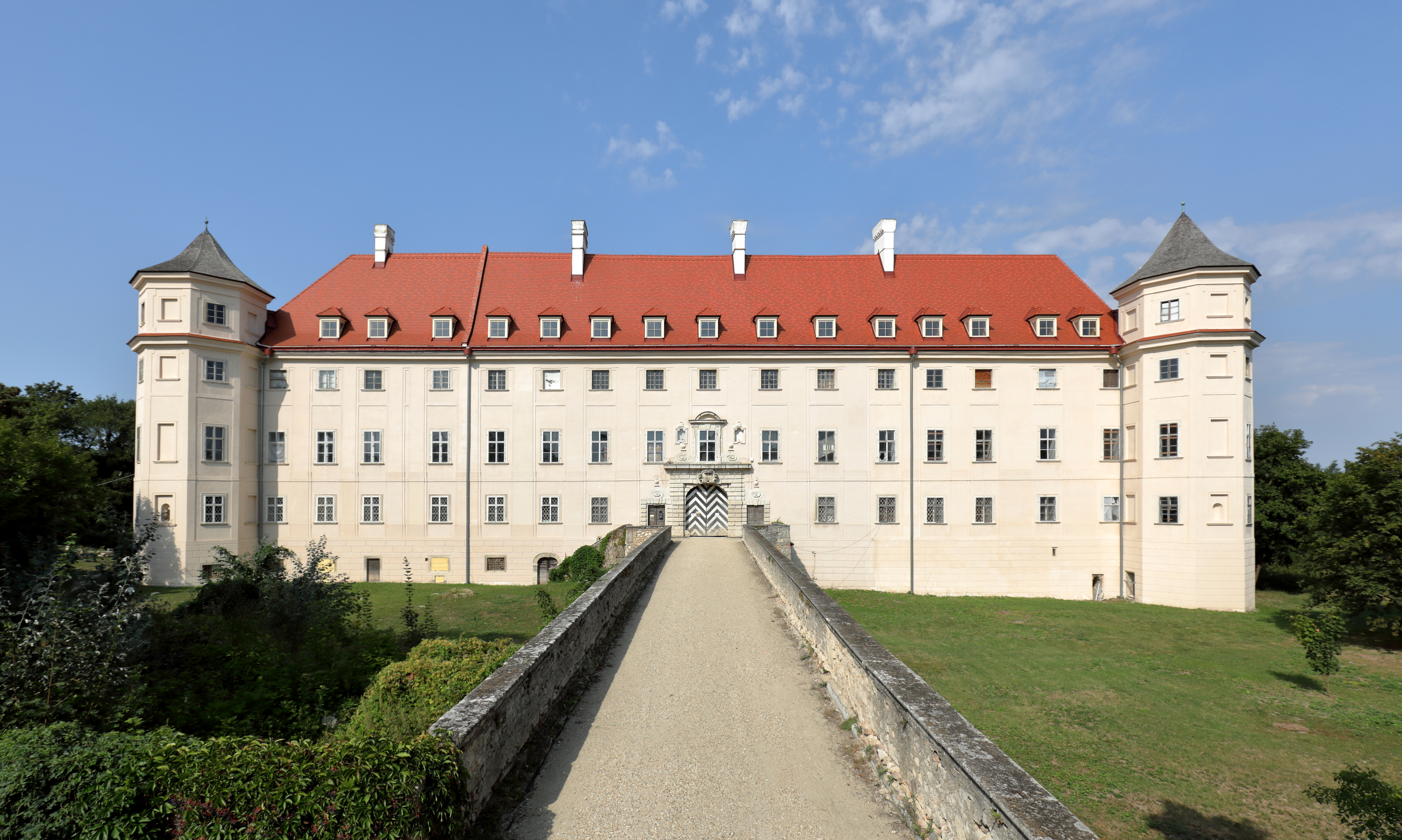
Zámek Petronell v Dolních Rakousích

Pocházel ze starobylého šlechtického rodu Abensperg-Traun, který od 12. století dodnes vlastní majetek v Dolních Rakousích. Byl synem Otto Ehrenreicha II. Abensperg-Trauna (1818–1854) a jeho manželky Marie Eleonory, rozené hraběnky Wilczkové (1825–1850). Měl dva sourozence, kteří zemřeli v dětství (Ernst, 1845–1846; Eleonora, 1847–1862). Rodové statky v Dolních Rakousích zdědil po otci v pěti letech. Jako majitel fideikomisu získal po zřízení říšské rady dědičné členství v Panské sněmovně (1861), fakticky se ale jejím členem stal až po dosažení zletilosti. Mezitím byl krátce v diplomatických službách a v letech 1869–1870 působil jako atašé v Berlíně. V roce 1879 byl jmenován c. k. komořím, později se začal angažovat v regionální politice v Dolních Rakousích jako člen ústavověrné strany. V letech 1884–1896 byl poslancem dolnorakoského zemského sněmu a nakonec v letech 1894–1896 dolnorakouským zemským maršálkem, v roce 1895 byl jmenován c. k. tajným radou. Svou kariéru završil jako nejvyšší hofmistr následníka trůnu arcivévody Františka Ferdinanda (1896–1899), v této době také aktivně vystupoval v Panské sněmovně. Mimo jiné byl předsedou Společnosti starožitností Vídně a inicioval vydávaní publikací k dějinám Vídně. Podílel se také na zajištění a propagaci vykopávek římské pevnosti Carnuntum, které se nacházely na jeho panství Petronell. Byl nositelem Řádu železné koruny (1893) a čestným rytířem Maltézského řádu.
V roce 1872 se ve Vídni oženil s hraběnkou Terezií Trauttmansdorffovou (1852–1914), c. k. palácovou dámou a dámou Řádu hvězdového kříže, dcerou knížete Ferdinanda Trauttmansdorffa (1803–1859). Měli spolu pět dětí, z nichž dvě zemřely v dětství. Dědicem majetku a členství v Panské sněmovně byl syn Karel (1877–1965). Dcera Gabriela (1873–1964) se provdala za c. k. komořího a poručíka hraběte Rombalda Collalta (1868–1913), další dcera Anna Marie (1875–1956) byla manželkou rakouského předsedy vlády hraběte Jindřicha Clam-Martinice (1863–1932).
Jeho majetkem byly velkostatky Petronell, Bisamberg a také nejstarší rodové sídlo hrad Traun v Horních Rakousích.
Ottův strýc Hugo Abensperg-Traun (1828–1904) zastával u císařského dvora hodnosti nejvyššího lovčího (1874–1897) a nejvyššího komořího (1897–1904).